# イースター航空

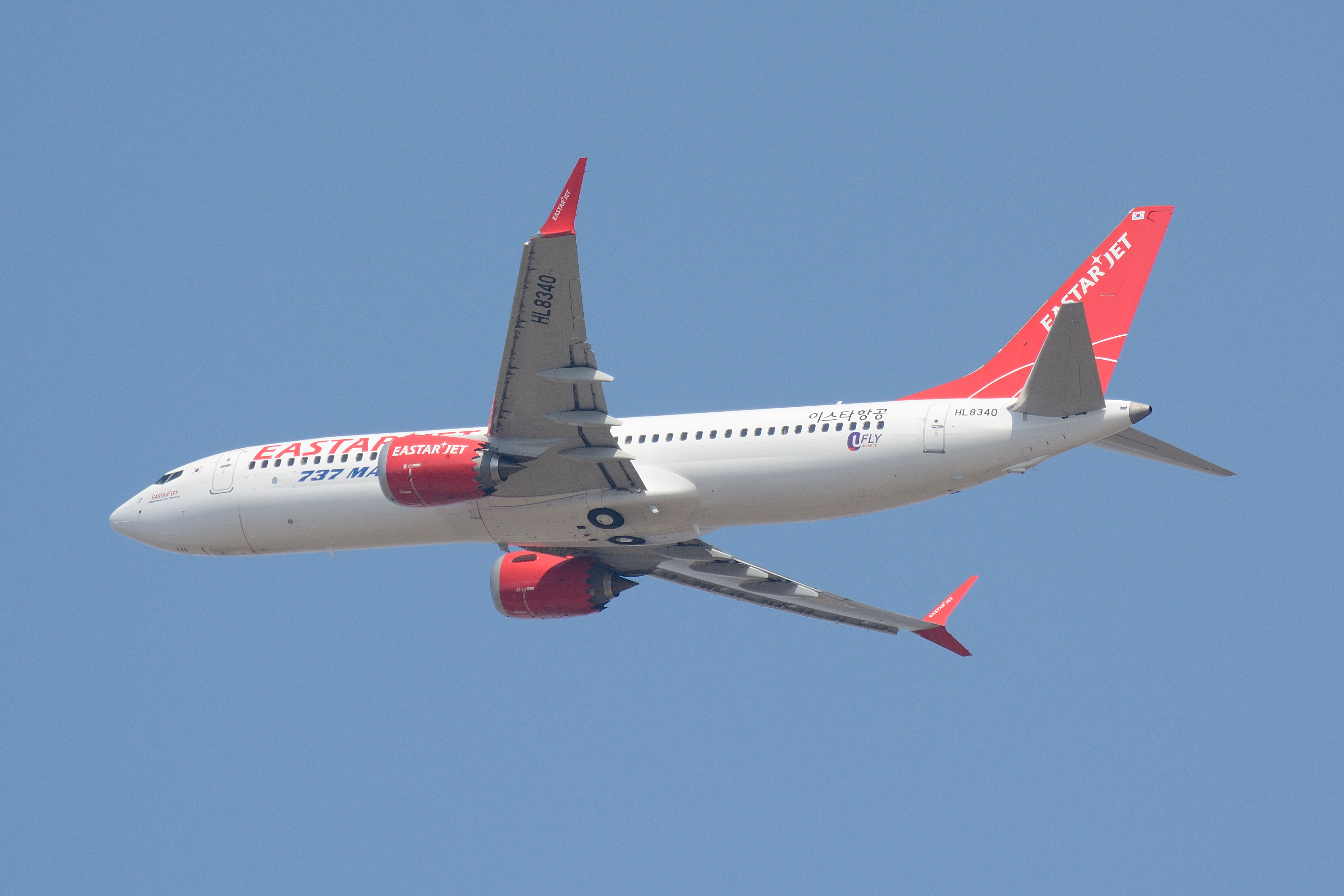
ボーイング737 MAX 8型機

イースター航空（Eastar Jet）は、韓国の格安航空会社である。U-FLY Allianceの一員。

## 沿革
- 2007年10月、設立。
- 2008年8月、不定期航空運送事業免許を取得した[2]。
- 2009年1月7日、金浦 - 済州間の国内線を運航開始[3]。
- 2009年10月、国際線運送事業免許を取得し、ソウル/仁川 - コタキナバルを結ぶ初の国際線に就航した。
- 2015年、韓国のLCC(格安航空会社)として史上初めて、金大中夫妻の訪北時の運航会社に選定され、南北間の特別チャーター便（ソウル-平壌間）を運航した。
- 2015年2月、グランドハンドリングを目的とするEASTAR PORTを設立。
- 2017年には、国際航空運送協会(IATA) に加入し、現在、国際航空運送協会が公認する国際運航安全監査プログラム(IOSA)認証を取得している。
- 2018年、2015年の軍事境界線北側への運航に続き、3回目となる南北間の特別チャーター便（ソウル - 平壌間）を運航した。
- 2018年8月、タイにThai Eastar Jet法人を設立。韓国からタイへ、更にタイからヨーロッパなど中長距離を結ぶ路線を計画している。[4]
- 2018年12月、韓国の航空会社として初となるボーイング737-MAX 8を導入した。[5]
- 2019年、顕在化したボーイング737 MAXにおける飛行トラブルにより前年に導入した2機の機体が使用不能となる[6]。

### 日韓関係の冷却化と経営危機
- 2019年、日本と韓国の関係が冷却化したが、2018年実績で国際線の46％が日本路線であったため、経営面に大打撃を受けた。イースター航空の社内向けウェブサイトには、一時、国内外の状況が原因で数百億ウォンの損失を抱え創業以来「最大の危機」にあるとする最高経営責任者のコメントが掲載（掲載直後に削除）された[7]。
- その後、大株主のイースターホールディングスが売却に向け交渉していることが明らかになり[6]、2019年12月18日、ライバルのチェジュ航空が同社を買収することが発表された[8][9]。
- 2020年3月2日、チェジュ航空との間で545億ウォンで株式売買契約書(SPA)を締結した[10]。
- 2020年3月9日、日本政府の入国制限措置により日本路線が全路線運休し、国際線の運航を一時中止した。
- 2020年3月24日からは国内線の運航も中断し、韓国の航空会社としては初めて、全路線を運休した。[11]。
- 2020年7月23日、チェジュ航空は買収条件として求めていた、従業員への未払い賃金の支払いなど懸案事項が解消されなかったとして、イースター航空の買収を取りやめると発表した[12]。
- 2021年1月、経営悪化に伴い、会社更生手続きを申請した[13]。
- 2021年6月24日、不動産大手のソンジョンが買収することが発表された[14]。

### 運航再開
- 2023年、全株式を私募ファンドのVIGパートナーズへ売却した。
- 2023年3月7日、国土交通部はイースター航空へ航空運送事業許可（AOC）を再認可し、3月26日より金浦 - 済州線を就航させ、3年ぶりに運航を再開した。
- 2023年9月よりソウル/金浦 - 台北/松山線を再開し、続いて他の国際線も再開した。

### 創業者と不正行為
創業者の李相稷は新政治民主連合、共に民主党系列のリベラル政党の党員で、第19代大統領の文在寅に近い人物である。2012年の第19代総選挙と2020年の第21代総選挙で2回国会議員に当選した。2022年1月12日、全州地裁は、イースター航空株を娘が代表を務める親会社のイースターホールディングスに相場より安い価格で売却したなどとして李に業務上横領・背任などの罪で懲役6年の実刑を言い渡し、後に判決が確定した。このほかにも、李相稷は2018年に文在寅の娘婿（当時）をタイ系法人であるThai Eastar Jetの役員として採用する一方、同年中に政府系公団の理事長に就任したため、国民の力から収賄の嫌疑で告発された。検察は捜査の末、元娘婿の給与2億1000万ウォン（日本円で2100万円）相当が理事長就任への見返り（賄賂）に当たるとして、2025年4月24日に特定犯罪加重処罰法の贈賄罪で李相稷を在宅起訴し、同時に収賄側とされた文在寅も特定犯罪加重処罰法の収賄罪で在宅起訴した。

## 就航都市
| 国           | 都市                                                              |
| ------------ | ----------------------------------------------------------------- |
| 韓国         | ソウル/仁川（ハブ空港）、ソウル/金浦（第2ハブ）、済州、釜山、清州 |
| 日本         | 東京/成田、大阪/関西、新千歳、福岡、那覇、徳島、熊本              |
| 台湾         | 台北/桃園、台北/松山                                              |
| 中国         | 上海/浦東、鄭州、張家界、延吉                                     |
| ベトナム     | フーコック、ダナン、ニャチャン                                    |
| タイ         | バンコク/スワンナプーム、チェンナイ                               |
| カザフスタン | アルマトイ                                                        |

## 機内サービス
機内では、水、またはオレンジジュースが提供される。他に、軽食等の有料販売がある。また、国際線において機内免税品販売を実施している。

## 機材
| 機種               | 保有数 | 発注数 | 座席数 | 備考                                       |
| ------------------ | ------ | ------ | ------ | ------------------------------------------ |
| ボーイング737-800  | 10     |        | 189    | 中国国際航空、スパイスジェットなどの中古機 |
| ボーイング737MAX-8 | 5      |        | 189    | 2023年から再導入。                         |
| 合計               | 15     |        |        |                                            |